# Erythrus atripennis
Erythrus atripennis är en skalbaggsart som beskrevs av Maurice Pic 1926. Erythrus atripennis ingår i släktet Erythrus och familjen långhorningar.
Artens utbredningsområde är Laos. Inga underarter finns listade i Catalogue of Life.